# Olof Gietting
Olof Gietting var en svensk träsnidare och klockare verksam under första hälften av 1700-talet.
Gietting var verksam som klockare och träsnidare i Medelpad. För Indals kyrka utförde han en predikstol i senbarock 1729. Arbetet bär drag av regence där korgen är oval med en kraftig profilerad barriär med en rik symmetriska och kraftigt stiliserade bladornament. Baldakinen är vitmålad med förgylld ornamentik och en hög friskuren överbyggnad krönt med ett klot och ett kors. 